# Немецкие военнопленные в Азербайджане
Немецкие военнопленные в Азербайджане (нем. Deutsche Kriegsgefangene in Aserbaidschan) — бывшие военнослужащие нацистской Германии, взятые в плен советскими войсками во время Великой Отечественной войны и содержавшиеся на территории Азербайджанской ССР.

## История военнопленных в Азербайджане

### Прибытие и размещение
По словам историка Таира Бехбудова, занимающегося исследованием судеб немецких военнопленных, прибывших в Азербайджан, в Баку прибыло около 42 тысяч немецких военнопленных. Как отмечает историк Джавид Багирзаде, отправка немецких военнопленных в Азербайджан состояла из двух этапов: первая группа немецких военнопленных прибыла в республику в 1944 году, вторая — в 1945 году. Вторая группа военнопленных прибыла в Баку в начале 1945 года из центральных районов России. Присылали в Баку раненых военнопленных, часть из которых впоследствии скончалась от ран.
На январь 1947 года в Азербайджане насчитывалось 23 266 немецких военнопленных различных национальностей (немцев, австрийцев, венгров, румын). Согласно архивным данным, на 1 января 1947 года в Азербайджане в оперативном обслуживании МВД Азербайджанской ССР находилось 3 лагеря военнопленных за номерами 223, 328, 444, госпитали для военнопленных под номерами 1552, 5030 и медсанчасти за номерами 468, 498. Располагались эти объекты в Баку (нем. Stadtlager), Кировабаде, Сумгаите (нем. Zweiglager), Мингечауре (нем. Kura-Stauseelager), Нухе (нем. Zweiglager), Ханларе (нем. Berglager Gil-Gil) и в Сальяне (нем. Wüstenlager). Помимо этого, на территории республики существовало 17 мест временного содержания военнопленных для выполнения строительных работ.
Суточный рацион на одного военнопленного составлял 90 г вермишели, 10 г рыбы, 15 г сала, 15 г масла, 30 г соли, 600 г картофеля и 320 г овощей. На больших стройках из фонда объекта для военнопленным выделялись дополнительные пайки, а для поддержания состояния здоровья военнопленных НКВД Азербайджана иногда отправляло их на дополнительные работы, на овощные и продовольственные склады. Тем не менее у большинства военнопленных здоровье было подорвано, они страдали от туберкулёза, дизентерии, плеврита и других болезней. Жители городов Баку и Мингечевира, несмотря на запрет, подкармливали идущих по улице или работающих на объектах ослабленных немецких военнопленных. Так, актёр и кинорежиссёр Владимир Меньшов вспоминает, что у немецких военнопленных, работавших на стройке Дома правительства, он, будучи ребёнком, обменивал хлеб на деревянные игрушки.

### Участие в строительных работах
Находящихся в Азербайджане военнопленных привлекали на различные строительные работы. Они работали на строительстве гражданских зданий, крупных промышленных объектов и специальных закрытых объектов. Так, на строительстве Мингечаургэс работало 6000, на Сумгаитском трубопрокатном заводе — 2600, на Дашкесанрудстрое — 1600, на стройке секретного объекта № 108 — 4 300, а на Главнефтестрое — 1500 военнопленных. Из этого количества людей примерно 11 200 военнопленных были использованы на тяжёлых и средних работах.
Немецкие военнопленные сыграли большую роль и в строительстве самого города Мингечевир. Здесь с их помощью были разбиты парки, скверы, построены пятиэтажные и двухэтажные жилые массивы, дворец культуры, государственные учреждения и пр. В городе Куба немецкими военнопленными были построены кинотеатр и кинотеатр под открытым небом, а также терраса из 40 ступеней, соединяющая центр города с посёлком Красная Слобода.
В городе Баку военнопленные участвовали в постройке таких зданий, как Дом правительства, жилой дом треста «Бузовнынефть», жилой дом актёров на улице Бакиханова, комплекс жилого массива «Большой двор» на проспекте Строителей и пр. В частности, в строительстве Дома правительства, по словам Бехбудова, принимало участие около 150 военнопленных, выполнявших роли инженеров-строителей, столяров, каменотёсов, мастеров фасада и пр. Согласно архивным данным, на которые ссылается Бехбудов, на стройку военнопленные каждый день велись пешком от тюрьмы, расположенной в Чёрном городе, а вечером возвращались обратно.

Здания в Азербайджане, в строительстве которых участвовали немецкие военнопленные
Дом правительства в Баку
Жилой дом треста «Бузовнынефть» в Баку
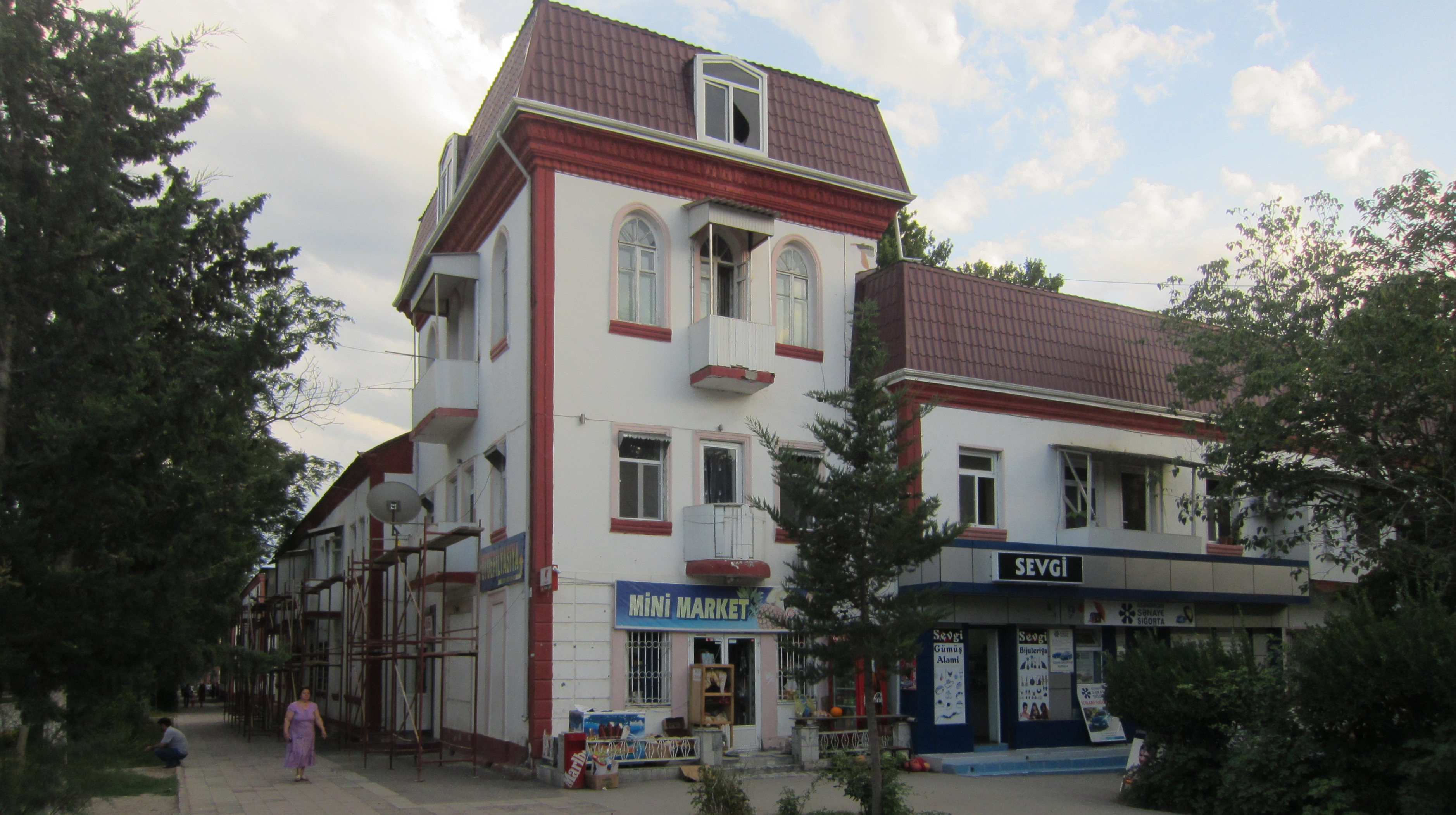
Жилые дома в Мингечевире
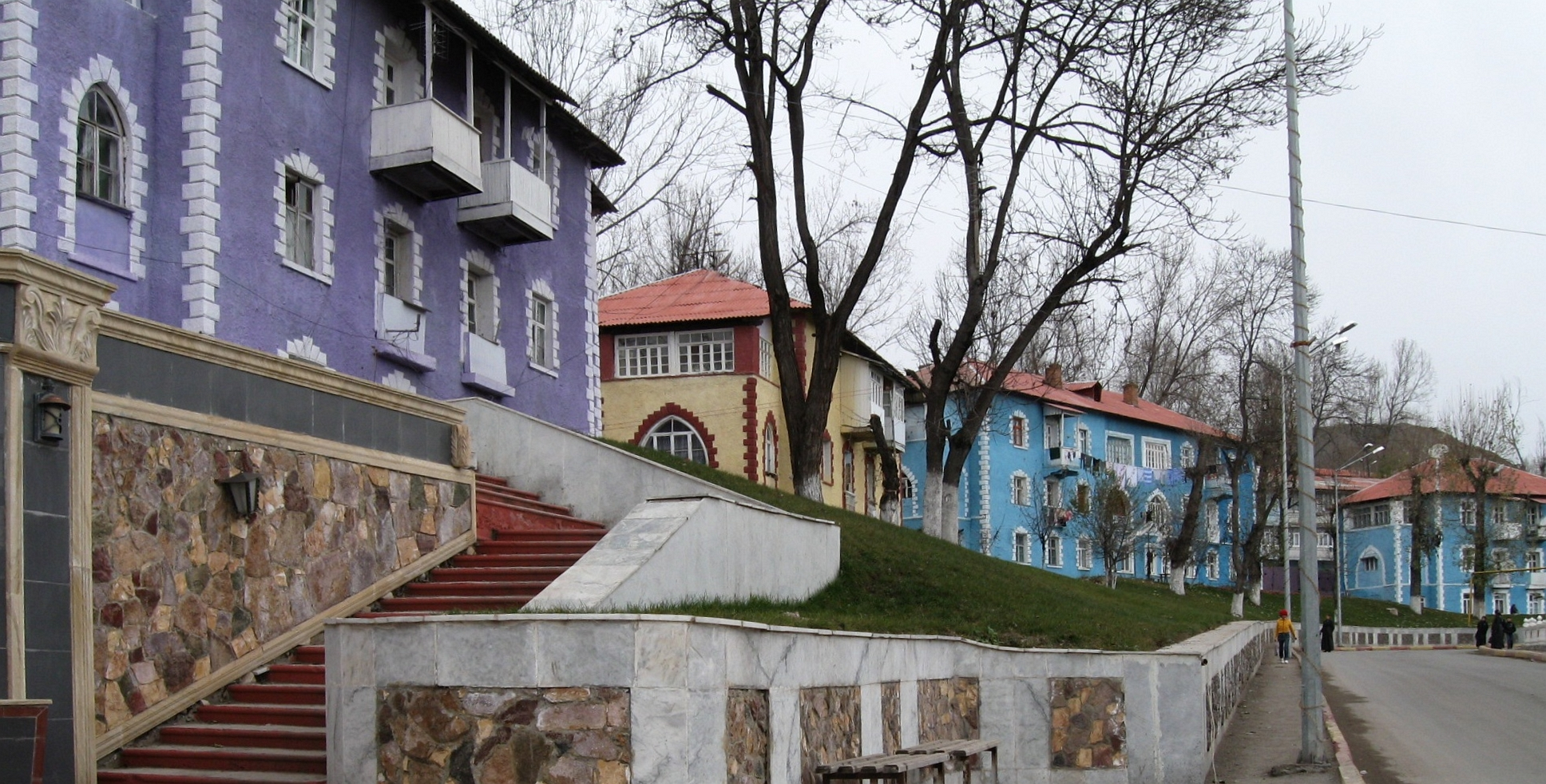
Жилые дома в Дашкесане

### Подпольная деятельность
Согласно материалам агентурно-следственных органов НКВД Азербайджанской ССР, хранящимся в архиве МВД республики, в политическом сознании ряда немецких военнопленных, содержавшихся в стране, ещё жили идеи национал-социализма. Некоторые из этих военнопленных даже продолжали вести агитацию среди других. Так, в апреле 1947 года в лагере № 328 в Сумгаите НКВД Азербайджана была раскрыта подпольная организация фашистского толка, носившая название «Рейнско-Вестфальский союз». В этой организации находилось 12 человек, двое из которых Военным Трибуналом войск НКВД Азербайджана позднее были осуждены к 25 годам, 5 человек — 10 годам, а ещё 5 человек — к 8 годам лишения свободы. В этом же году органы НКВД Азербайджана раскрыли другую подпольную организацию из 6 немецких военнопленных под названием «Тайный суд», руководителем которой был бывший гестаповец обер-ефрейтор Ганс Адольф Нефф.
Помимо этого УПВИ НКВД Азербайджана выявило среди военнопленных целую группу свидетелей военных преступлений нацистов, которые впоследствии были отправлены на судебные процессы военных трибуналов в Нюрнберге, Брянске, Смоленске, Ленинграде, Минске, Риге, Николаевске. Всего органам НКВД Азербайджана удалось разоблачить более 120 человек среди военнопленных, которые в прошлом были сотрудниками спецслужб Третьего рейха.

### Политическая работа с военнопленными

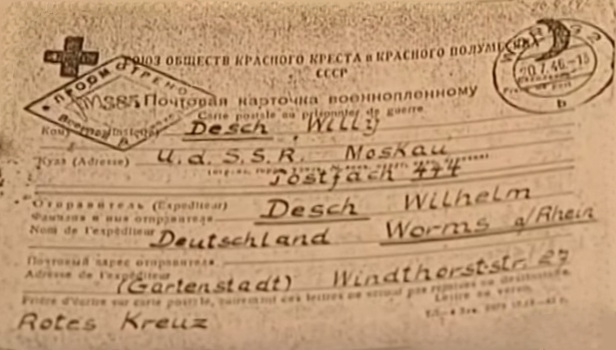
Почтовая карточка, выданная Союзом Обществ Красного Креста и Красного Полумесяца СССР военнопленному из лагеря № 444 в Мингечауре Вилли Дешу. Мингечевирский исторический музей

Согласно секретному донесению «О проведённой политической работе с военнопленными МВД Азербайджанской ССР», представленному в 1947 году руководством МВД Азербайджанской ССР в ЦК ВКП (б) Азербайджана, в республике было проведено 249 собраний, 73 митинга, 442 лекций и докладов, 1348 групповых и 8341 индивидуальных бесед с военнопленными на такие темы, как «Фашизм — враг человечества», «Социализм и демократия», «Новая социалистическая Германия», «Народная демократия в странах Восточной Европы»
Также в Азербайджане были созданы кружки художественной самодеятельности, 61 драмкружков, 26 хоров, 28 оркестров с политизированной деятельностью, а также политические школы, в которых для идеологической обработки военнопленных органы МВД республики проводили занятия на такие темы, как «Об основах идей марксизма-ленинизма», «Коммунистические преобразования в странах Европы». Помимо этого в лагерях и в местах временного пребывания немецкие военнопленные выпустили около 256 стенгазет. В результате проведённой НКВД Азербайджана политической работы среди военнопленных в 1947 году 750 немцев, 223 венгра, 190 австрийцев и 170 румын стали антифашистами и сторонниками социализма.

### Репатриация военнопленных
Принятие таких документов, как Резолюция Генеральной Ассамблеи ООН о выдаче военнопленных и наказания военных преступников (13 февраля 1946 год), договор 1947 года о мирных соглашениях антигитлеровской коалиции с Италией, Финляндией, Румынией, Венгрией и Болгарией, Женевская конвенция 1949 года стало основной причиной репатриации немецких военнопленных. Так, в СССР началось полномасштабное освобождение военнопленных. В первую очередь были освобождены антифашисты и передовики производства, затем — ослабленные, хронически больные и нетрудоспособные.
В Азербайджане процесс освобождения военнопленных и возвращения их на свою Родину, согласно сводкам НКВД Азербайджана, начался частично уже в 1945 году. Однако, начиная с 1946 года, их репатриация стала проводиться более активно. В январе и феврале 1947 года из Азербайджана были вывезены 2000 ослабленных и больных немцев. Согласно приказу министра внутренних дел СССР Сергея Круглова за № 001078, изданному 15 октября 1947 года, в Азербайджане репатриации подлежало 1750 военнопленных (из них 1000 — из лагерей, 400 — из ОРБ, 350 — из спецгоспиталей). По решению Совета Министров СССР за № 396-152сс 1948 года в лагерях НКВД Азербайджана были отобраны 3500 военнопленных немцев, которые сильно страдали от дистрофии, для отправки из Азербайджана на свою Родину. Начиная с мая 1948 года по август этого же года со строительных площадок Мингечаурской ГЭС было репатриировано 1800 военнопленных, с Сумгаитского трубопрокатного завода — 550, с Дашкесанстроя — 300, а с Главнефтестроя — 950.

## Кладбища немецких военнопленных

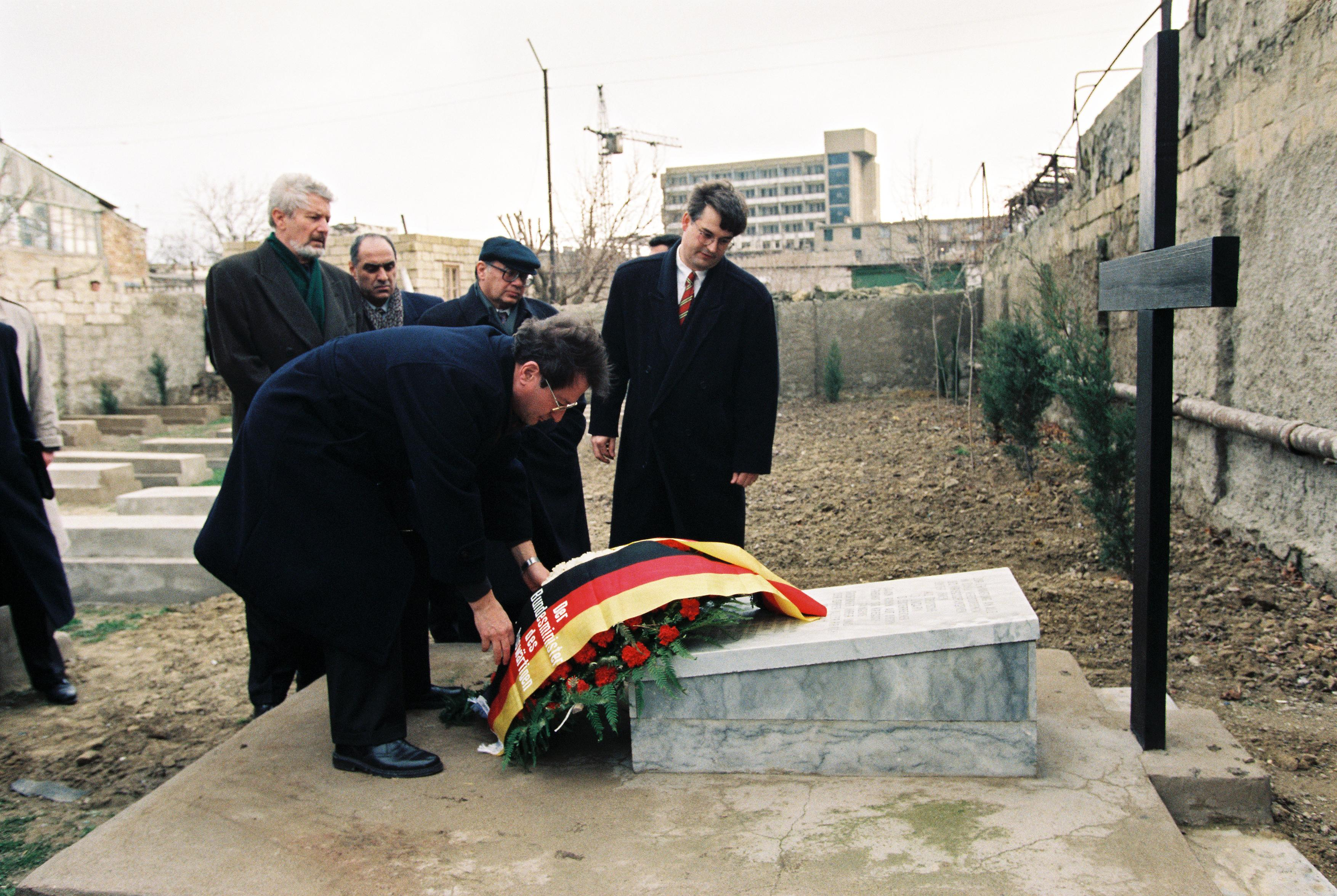
Министр иностранных дел Германии Клаус Кинкель возлагает венок к мемориалу на кладбище немецких военнопленных в Баку. 22 декабря 1995 года

Сегодня в разных местах Азербайджана расположены кладбища немецких военнопленных. Эти кладбища, главным образом, возникали там, где военнопленные были вовлечены в строительные работы. 22 декабря 1995 года министры иностранных дел Азербайджана Гасан Гасанов и Германии Клаус Кинкель подписали соглашение об охране захоронений немецких военнопленных на территории Азербайджана.
Кладбища немецких военнопленных имеются в городах Мингечевир, Алят (11 могил), в Ясамальском районе Баку (90 могил) и др. В столице республики было ещё одно кладбище, располагавшееся на Дарнагюльском шоссе, которое впоследствии было засыпано. Ныне на этом месте расположен металлоплавильный завод. Кладбище военнопленных находятся также в городах Губа и Хачмаз, однако точное их месторасположение неизвестно.
На кладбище города Сумгаит, где военнопленные работали на трубопрокатном заводе, ныне имеются могилы 311 военнопленных. 828 военнопленных покоятся на кладбище для военнопленных в Мингечевире, которое было отреставрировано в 1999 году. На территории этого кладбища также воздвигнут мемориал, представляющий собой металлический крест высотой 5,5 м.
Кладбище для военнопленных площадью примерно в 1 га существует в городе Гёйгёль. Оно было отреставрировано в 1996 году. Здесь покоятся люди девяти национальностей (немцы, поляки, венгры, чехи, шведы, словаки, итальянцы, французы и австрийцы). В Гёйгёльском районе находятся ещё два кладбища военнопленных, расположенные на стыке сёл Балчылы и Бахрамбек. На первом покоятся около четырёхсот военнопленных, а над каждой могилой установлена металлическая доска с номером пленного. На соседнем кладбище похоронены 160 военнопленных.
Около 200 военнопленных содержались в селе Джафархан Саатлинского района, в здании под названием «Лаборатория». В селе они были вовлечены в различного рода сельские работы, а впоследствии здесь и скончались и были похоронены на отдельном кладбище, сохранившемся до наших дней. У входа на кладбище имеется табличка на немецком и азербайджанском языках «Кладбище военнопленных Мировой войны» (нем. Weltkrieg Kriegsgefangenen Friedhof, азерб. Dünya müharibəsində əsir düşmüşlərin qəbiristanlığı).